# Denno
Denno é uma comuna italiana da região do Trentino-Alto Ádige, província de Trento, com cerca de 1.103 habitantes. Estende-se por uma área de 10 km², tendo uma densidade populacional de 110 hab/km². Faz divisa com Taio, Tuenno, Nanno, Flavon, Ton, Cunevo e Campodenno.